# Macrobaenetes kelsoensis
Macrobaenetes kelsoensis är en insektsart som beskrevs av Tinkham 1962. Macrobaenetes kelsoensis ingår i släktet Macrobaenetes och familjen grottvårtbitare. IUCN kategoriserar arten globalt som sårbar. Inga underarter finns listade i Catalogue of Life.